# Arthur Keith
Arthur Keith, född 5 februari 1866 i Persley i Aberdeenshire, död 7 januari 1955 i Downe i Bromley (i dåvarande Kent), var en brittisk antropolog och  professor i anatomi vid Londons universitet. 
Keith blev professor vid Royal College 1908 och president vid Royal Anthropological Institute 1913. Han erhöll Knightvärdighet 1921.
Keith utgav flera värdefulla jämförande framställningar av människans och de högre däggdjurens kroppsbyggnad, såsom Introduction to the study of the anthropoid apes (1896), Human embryology and morphology (1901), Antiquity of man (1914) med flera. 
Han motsatte sig tillsammans med sin kollega Grafton Elliot Smith sin lärjunge Raymond Darts åsikt, att dennes fynd, barnet från Taung, skulle vara en mänsklig apa; en sådan kunde enligt Keiths åsikt inte ha existerat i Afrika. 
Men Dart hade rätt, vilket bevisades av anatomen Wilford Le Gros Clark. Keith tvingades skriva en offentlig ursäkt. Då hade 23 år passerat, som i viss mån gjort Darts strävanden att intressera världen för Afrika och Sydafrika som bra fyndlokal för fossil nästan om intet, om han inte varit så envis.